# 파충형류
파충형류(爬蟲形類, Reptiliomorph)는 양막류 및 양막류와 조상을 공유하는 네발동물들이 포함된 파충형상목(爬蟲形上目, Reptiliomorpha)의 동물들이다.